# Ітан Кацберг
Ітан Кацберг (англ. Ethan Katzberg; нар. 5 квітня 2002, Нанаймо, Канада) — канадський метальник молота. Чемпіон Літніх Олімпійських ігор 2024 року і чемпіон світу з легкої атлетики 2023 року. Панамериканський чемпіон 2023 року та срібний призер Ігор Співдружності 2022 року.

## Кар'єра
Почав займатися метанням молоту у 14 років після того, як спостерігав за батьковими тренуваннями сестри, хлопцеві здалося, що це весело. Спочатку тренувався в клубі легкої атлетики Нанаймо. Після закінчення школи переїхав до Камлупса, щоб мати можливість тренуватися у Ділана Армстронга, колишнього олімпійського медаліста у штовханні ядра. Армстронг висловився про нового підопічного, що він був «худим баскетболістом, коли я його побачив. Що справді впадало в очі, так це його зріст і швидкість. Це рідкісне поєднання. Важко знайти швидку високу людину з гарною координацією, який ще й цікавиться метанням — усі вони займаються баскетболом, футболом чи іншими видами спорту».
Дебютувавши на великому міжнародному турнірі на Чемпіонаті світу з легкої атлетики серед юніорів 2021 року, Кацберг пройшов у фінал метання молота, але фінішував останнім, не виконавши зарахованих кидків. Здобув срібну медаль у метанні молота на Іграх Співдружності 2022 року.
2023 року досяг перших успіхів на міжнародних змаганнях, зокрема став золотим медалістом на Meeting de Paris 2023 року. Через кілька місяців вперше став чемпіоном Канади. На Чемпіонат світу з легкої атлетики в Будапешті пройшов у фінал із найкращим результатом і національним рекордом 81,18 м. П'ятий раз метнув на 81.25 м, встановивши ще один національний рекорд і вигравши золоту медаль і титул чемпіона світу. Завдяки перемозі Кацберг став наймолодшим призером у метанні молота та чемпіоном світу серед чоловіків, а також першим канадцем, який виграв медаль у цих змаганнях. Його перемога посунула з п'єдесталу п'ятиразового чемпіона світу Павела Файдека, який фінішував четвертим, а також він обійшов олімпійського чемпіона Войцеха Новицького.
Після Чемпіонату світу Кацберг завершив рік у складі збірної Канади на Панамериканських іграх 2023 року, де виборов золоту медаль. Його переможний кидок 80,96 м, що стало новим рекордом на цих змаганнях.
20 квітня на змаганнях Kip Keino Classic у Найробі, Кенія Кацберг метнув на 84,38 м, цей результат став новим канадським рекордом, піднявши його на дев'яте місце серед усіх метальників. Приєднався до олімпійської збірної Канади та виступив у метанні молота як фаворит і фінішував першим у кваліфікаційному раунді. У своєму стартовому кидку у фіналі подолав 84,12 м, що трохи менше за олімпійський рекорд у 84,80 м. Він був єдиним учасником змагань, який метнув за 80 м, і виграв золоту медаль з перевагою у 4,15 м від срібного призера угорця Бенце Халаса. Це була перша медаль у метанні молота серед канадців після срібла Дункана Гілліса 1912 року та перша золота медаль для канадця в метанні відтоді, як 1904 року Етьєн Демарто виграв у метанні ваги, змагання яке зараз не проводиться. Після того як Камрін Роджерс здобула перемогу у жіночому турнірі, Канада перемогла в метанні молота на другому великому чемпіонаті.

## Особисте життя
Катцберг родом з Нанаймо, Британська Колумбія, після закінчення середньої школи переїхав до Камлупса, щоб тренуватися в легкоатлетичному клубі Камлупса.

## Особисті рекорди
- Метання молота — 84,38 м NR (20 квітня 2024)[13][14]

## Міжнародні змагання
| Рік  | Змагання                                        | Місто              | Місце | Примітки       |            |
| ---- | ----------------------------------------------- | ------------------ | ----- | -------------- | ---------- |
| 2021 | Чемпіонат світу з легкої атлетики серед юніорів | Касарані, Кенія    | –     | метання молоту | без оцінок |
| 2022 | Ігри Співдружності                              | Бірмінгем, Англія  | 2     | метання молоту | 76.36 м    |
| 2023 | Чемпіонат світу з легкої атлетики               | Будапешт, Угорщина | 1     | метання молоту | 81.25 м    |
| 2023 | Панамериканські ігри                            | Сантьяго, Чилі     | 1     | метання молоту | 80.96 м    |
| 2024 | Олімпійські ігри                                | Париж, Франція     | 1     | метання молоту | 84.12 м    |